# Cayo Elio Peto
Cayo o Gayo Elio Peto  fue un político romano del siglo III a. C. de la familia de los Elios Petos, una rama de la gens Elia. Obtuvo el consulado en el año 286 a. C.